# 奧莉加·斯特凡尼希娜
奧莉加·維塔利耶芙娜·斯特凡尼希娜（羅馬化：Olha Vitaliivna Stefanishyna，發音：[ˈɔlʲɦɐ wiˈtɑl⁽ʲ⁾ijiu̯nɐ steˈfɑn⁽ʲ⁾iʃɪnɐ]；1985年10月29日—），乌克兰律師和公務員。現任烏克蘭總統駐美國特使。2020年6月4日至2025年7月17日斯特凡尼希娜出任烏克蘭副總理，主管歐洲和歐洲大西洋一體化事務，並於2024年9月5日起兼任烏克蘭司法部長（2025年7月17日與副總理任期一同結束）。

## 早年
斯特凡尼希娜于1985年10月29日出生于南部城市敖德萨。2006年至2007年从事私人法律事务。2007年至2010年在乌克兰国家立法适应部担任欧洲一体化法律保障处处长。2010年至2015年在乌克兰司法部的国际法司/欧洲一体化司工作，先后任副司长、司长。2017年3月至12月担任乌克兰内阁秘书处欧洲和欧洲—大西洋一体化事务政府办公室主任。2017年12月被任命为乌克兰内阁秘书处欧洲和欧洲—大西洋一体化协调政府办公室总干事。2020年1月至6月在伊利亚舍夫及合伙人律师事务所担任顾问。

## 副总理生涯
2020年，她被任命为乌克兰负责欧洲和欧洲—大西洋一体化事务的副总理，成为泽连斯基团队中推动加入欧盟与北约谈判的关键人物。
在2022年俄羅斯開始入侵烏克蘭后，她的角色进一步凸显。她多次强调乌克兰对欧盟的承诺，并在2022年8月宣布，乌克兰已完成《欧盟结盟协议》70%的义务履行。同年6月欧盟正式授予乌克兰候选国地位，斯特凡尼希纳将此视为“乌克兰民主转型的里程碑”。
斯特凡尼希纳主导了多项法律修订，以符合欧盟标准。例如，她推动通过了《公务员法》修订案，旨在提升政府透明度和效率。2023年9月，她表示乌克兰需完成“成百上千项法律修改”以实现入盟目标，并强调这些改革是“不可逆的民主化进程”。
斯特凡尼希纳任内频繁与欧盟机沟通，争取更多军事和经济援助。在2023年接受美国之音采访时，她提出乌克兰可以“两年内完成入盟准备”，并促请北约接受乌克兰。她还参与协调西方国家对乌克兰的武器供应和战后重建计划，在2024年9月的政府改组中，她被赋予更广泛的职责，包括监督司法部事务和基础设施重建。